# عليون
عِلِّيُّون هو مصطلح قرآني يشير إما إلى المنازل العليا من الجنة، في السماء السابعة الأقرب إلى عرش الرحمن، وفي تفسير آخر أن عليين هو مكان سجل أعمال الصالحين، وهو محَلّ الملائكة الذين يشهدون ويحضرون ذلك المكتوب أو ذلك الكتاب إذا صُعِدَ به إلى عِلِّيِّينَ، ذُكرت في سورة المطففين نقيضًا لسجين.

## التفسير
هناك عدة أقوال في تفسير عِلِّيِّينَ:
- أنها السماء السابعة: روى الأعمش عن هلال بن يساف قال: سأل ابن عباس كعباً - وأنا حاضر - عن سجين؟ قال: هي الأرض السابعة وفيها أرواح الكفار، وسأله عن عليين؟ فقال: هي السماء السابعة وفيها أرواح المؤمنين.[6]
- أنها الجنة أو سدرة المنتهى: روى ابن الأجلح عن الضحاك قال: هي سدرة المنتهى، ينتهي إليها كل شيء من أمر الله لا يعدوها، فيقولون: رب عبدك فلان، وهو. أعلم به منهم، فيأتيه كتاب من الله عز وجل مختوم بأمانه من العذاب. وعن كعب الأحبار قال: إن روح المؤمن إذا قبضت صعد بها إلى السماء، وفتحت لها أبواب السماء، وتلقتها الملائكة بالبشرى، ثم يخرجون معها حتى ينتهوا إلى العرش، فيخرج لهم من تحت العرش، رق فيرقم ويختم فيه النجاة من الحساب يوم القيامة ويشهده المقربون.[6]
- أنه محل الملائكة: يقول البغوي: إِنَّ كِتَابَ الْأَبْرَارِ كِتَابٌ مَرْقُومٌ فِي عِلِّيِّينَ، وَهُوَ مَحَلُّ الْمَلَائِكَةِ، وَمِثْلُهُ إِنَّ كِتَابَ الْفُجَّارِ كِتَابٌ مَرْقُومٌ فِي سِجِّينٍ، وَهُوَ مَحَلُّ إِبْلِيسَ وَجُنْدِهِ.[7]